# Слаутина, Наталья Алексеевна
Наталья Алексеевна Слаутина (р. 5 августа 2002, Челябинск) — российская волейболистка. Центральная блокирующая.

## Биография
Наталья Слаутина начала заниматься волейболом в 2010 году в челябинской ДЮСШОР «Юность-Метар» у тренера А. Ю. Вафиной. С 2012 тренировалась у Л. Б. Гамовой, с 2014 — у Л. В. Суховой и Н. Н. Беляковой. В 2017 приглашена в Казань, где выступала за фарм-команды ВК «Динамо-Казань», а в 2018—2019 провела 5 матчей и за основную команду в суперлиге чемпионата России. В 2020 вернулась в Челябинск, заключив контракт с местным «Динамо-Метаром».
В 2021—2022 — игрок ВК «Липецк». С 2022 выступала за «Тулицу», «Протон», а в 2025 перешла в краснодарское «Динамо».
В 2018—2019 Наталья Слаутина выступала за юниорскую сборную России, став в 2018 году в её составе чемпионкой Европы, а в 2019 — победителем Европейского юношеского олимпийского фестиваля. В 2021 выиграла бронзовую медаль молодёжного чемпионата мира в составе молодёжной сборной России.

### Клубная карьера
- 2018—2019 —  «Динамо-Академия-УОР» (Казань) — молодёжная лига;
- 2018—2019 —  «Динамо-Казань» (Казань) — суперлига;
- 2018—2019 —  «Динамо-Казань-УОР» (Казань) — высшая лига «А»;
- 2020—2021 —  «Динамо-Метар»-2 (Челябинск) — молодёжная лига;
- 2020—2021 —  «Динамо-Метар» (Челябинск) — суперлига;
- 2021—2022 —  «Липецк» (Липецк) — суперлига;
- 2022—2024 —  «Тулица» (Тула) — суперлига;
- 2024—2025 —  «Протон» (Саратов) — суперлига;
- с 2025 —  «Динамо» (Краснодар) — суперлига.

## Достижения

### Клубные
- серебряный (2019) и двукратный бронзовый (2021, 2023) призёр Молодёжной лиги чемпионата России.

### Со сборными
- бронзовый призёр молодёжного чемпионата мира 2021.
- чемпионка Европы среди девушек 2018.
- чемпионка Европейского юношеского олимпийского фестиваля 2019.
- участница чемпионата мира среди девушек 2019.
- бронзовый призёр Всероссийской Спартакиады 2022 в составе федеральной территории «Сириус».

### Индивидуальные
- лучшая блокирующая Молодёжной лиги чемпионата России 2019.
- лучшая блокирующая Молодёжной лиги чемпионата России 2021.